# Saint-Thibault-des-Vignes
Pour les articles homonymes, voir Saint-Thibault et Vignes.
Saint-Thibault-des-Vignes est une commune française située dans le département de Seine-et-Marne, en région Île-de-France.

## Géographie

### Localisation
La commune est située à quelque trente kilomètres à l'est de Paris, dans la ville nouvelle de Marne-la-Vallée, poumon Est de la région Île-de-France. L'A4 et la Francilienne la desservent, dans le cadre de la ville nouvelle.

### Géologie et relief
D'une superficie de 480 hectares, Saint-Thibault-des-Vignes est sise sur les premiers contreforts nord de la Brie, en surplomb de la Marne.
La commune est classée en zone de sismicité 1, correspondant à une sismicité très faible.

### Hydrographie

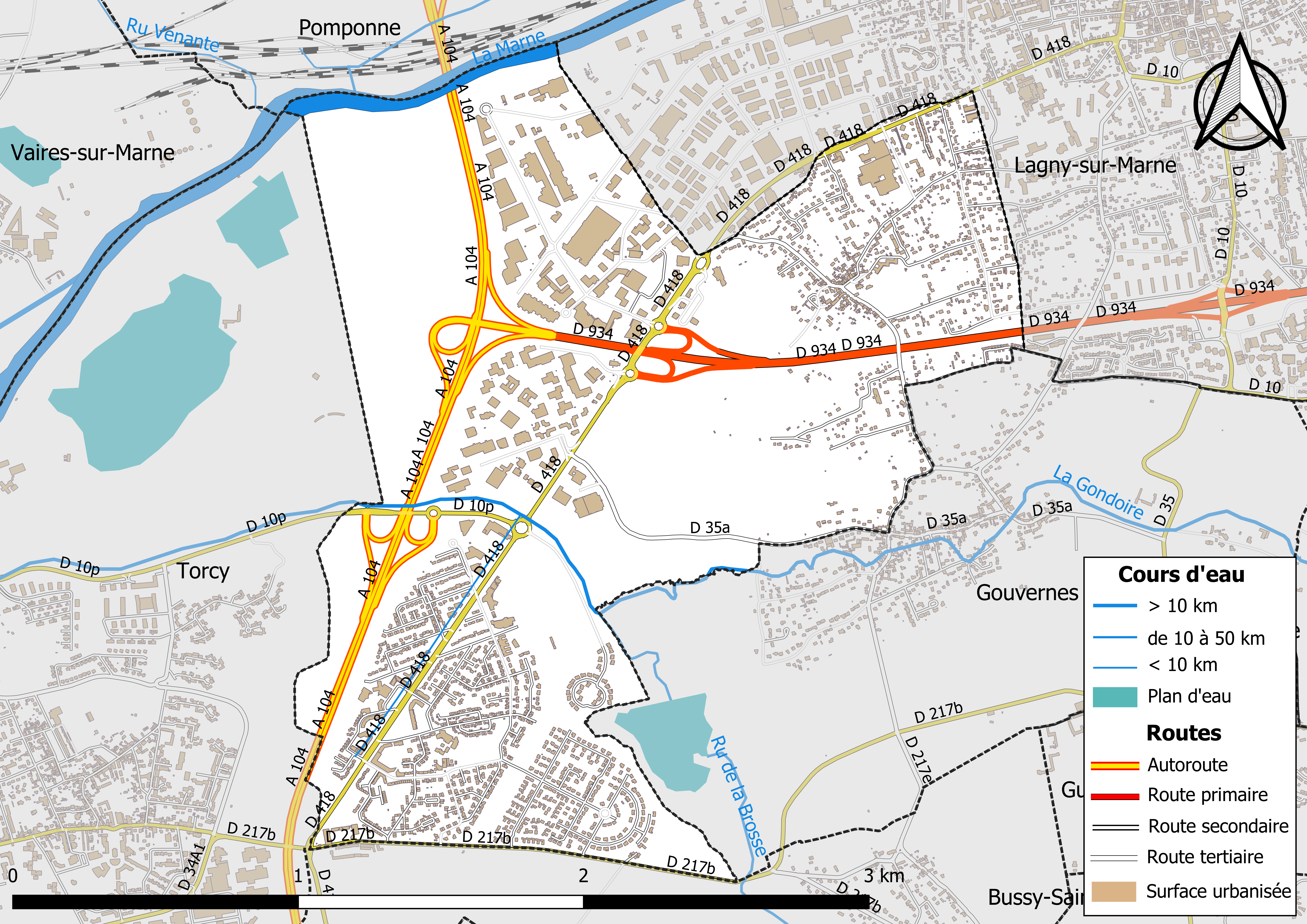
Carte des réseaux hydrographique et routier de Saint-Thibault-des-Vignes.

Le réseau hydrographique de la commune se compose de cinq cours d'eau référencés :
- la rivière la Marne, longue de 514,26 km[4], principal affluent de la Seine ;
  - la Gondoire, longue de 12,11 km[5], conflue dans un bras de la Marne ;
    - le ru de la Brosse, 6,85 km[6], affluent de la Gondoire ;
    - le cours d'eau 01 de la Commune de Saint-Thibault-des-Vignes, canal de 1,06 km[7], qui conflue avec la Gondoire ;

  - le ru Morte Mère, 5,40 km[8], affluent de la Marne.

La longueur totale des cours d'eau sur la commune est de 2,900 km.

### Climat
Pour des articles plus généraux, voir Climat de l'Île-de-France et Climat de Seine-et-Marne.
En 2010, le climat de la commune est de type climat océanique dégradé des plaines du Centre et du Nord, selon une étude du CNRS s'appuyant sur une série de données couvrant la période 1971-2000. En 2020, Météo-France publie une typologie des climats de la France métropolitaine dans laquelle la commune est exposée à un climat océanique altéré et est dans la région climatique Sud-ouest du bassin Parisien, caractérisée par une faible pluviométrie, notamment au printemps (120 à 150 mm) et un hiver froid (3,5 °C).
Pour la période 1971-2000, la température annuelle moyenne est de 11,2 °C, avec une amplitude thermique annuelle de 14,8 °C. Le cumul annuel moyen de précipitations est de 706 mm, avec 10,4 jours de précipitations en janvier et 7,7 jours en juillet. Pour la période 1991-2020, la température moyenne annuelle observée sur la station météorologique la plus proche, située sur la commune de Torcy à 3 km à vol d'oiseau, est de 12,1 °C et le cumul annuel moyen de précipitations est de 716,4 mm,. Pour l'avenir, les paramètres climatiques de la commune estimés pour 2050 selon différents scénarios d'émission de gaz à effet de serre sont consultables sur un site dédié publié par Météo-France en novembre 2022.
| Mois                                  | jan.            | fév.           | mars          | avril         | mai            | juin          | jui.           | août           | sep.          | oct.            | nov.            | déc.            | année      |
| ------------------------------------- | --------------- | -------------- | ------------- | ------------- | -------------- | ------------- | -------------- | -------------- | ------------- | --------------- | --------------- | --------------- | ---------- |
| Température minimale moyenne (°C)     | 2,2             | 2,3            | 4             | 6,1           | 9,6            | 12,7          | 14,6           | 14,2           | 11,2          | 8,8             | 5,1             | 2,9             | 7,8        |
| Température moyenne (°C)              | 4,8             | 5,6            | 8,3           | 11,2          | 14,6           | 18            | 20,1           | 19,8           | 16,3          | 12,8            | 8,1             | 5,5             | 12,1       |
| Température maximale moyenne (°C)     | 7,4             | 8,9            | 12,6          | 16,2          | 19,7           | 23,2          | 25,6           | 25,5           | 21,5          | 16,8            | 11,1            | 8               | 16,4       |
| Record de froid (°C) date du record   | −12,6 07.01.09  | −11,4 07.02.12 | −8,6 01.03.05 | −3,3 06.04.21 | 0,4 07.05.1997 | 2,8 04.06.01  | 6,6 13.07.1993 | 5,8 28.08.1998 | 2 30.09.18    | −3,4 30.10.1997 | −9,7 24.11.1998 | −9,6 29.12.1996 | −12,6 2009 |
| Record de chaleur (°C) date du record | 17,3 05.01.1999 | 20,9 27.02.19  | 26,2 31.03.21 | 28,8 20.04.18 | 31,6 27.05.05  | 36,6 27.06.11 | 42,1 25.07.19  | 39,7 11.08.03  | 35,7 08.09.23 | 28,7 02.10.11   | 21,9 07.11.15   | 17,8 07.12.00   | 42,1 2019  |
| Précipitations (mm)                   | 57,2            | 53,2           | 52,5          | 50            | 71,3           | 57,6          | 60,5           | 66,1           | 53,3          | 60,5            | 59,5            | 74,7            | 716,4      |

### Milieux naturels et biodiversité
L’inventaire des zones naturelles d'intérêt écologique, faunistique et floristique (ZNIEFF) a pour objectif de réaliser une couverture des zones les plus intéressantes sur le plan écologique, essentiellement dans la perspective d’améliorer la connaissance du patrimoine naturel national et de fournir aux différents décideurs un outil d’aide à la prise en compte de l’environnement dans l’aménagement du territoire.
Le territoire communal de Saint-Thibault-des-Vignes comprend trois ZNIEFF de type 1,, :
- l'« Étang de Laloy » (33,01 ha), couvrant 2 communes du département[17] ;
- la « Marne à Vaires-sur-Marne » (89,54 ha), couvrant 8 communes dont 7 en Seine-et-Marne et 1 dans la Seine-Saint-Denis[18],
- les « plan d'eau et milieux associés à Torcy » (137,75 ha), couvrant 2 communes du département[19] ;

et une ZNIEFF de type 2,,
la « vallée de la Marne de Gournay-sur-Marne à Vaires-sur-Marne » (1 336,91 ha), couvrant 9 communes dont 8 en Seine-et-Marne et 1 dans la Seine-Saint-Denis.

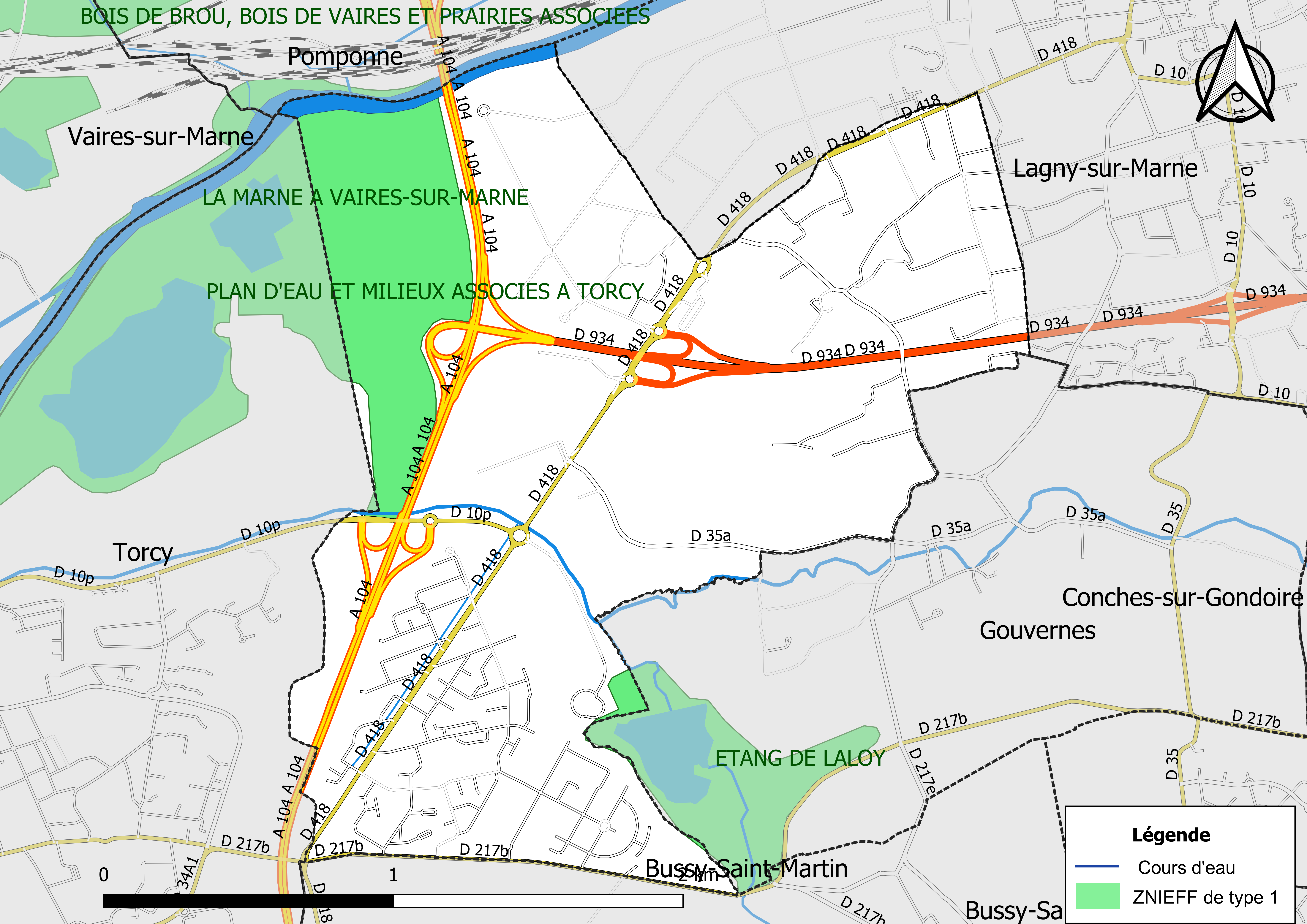
Carte des ZNIEFF de type 1 de la commune.
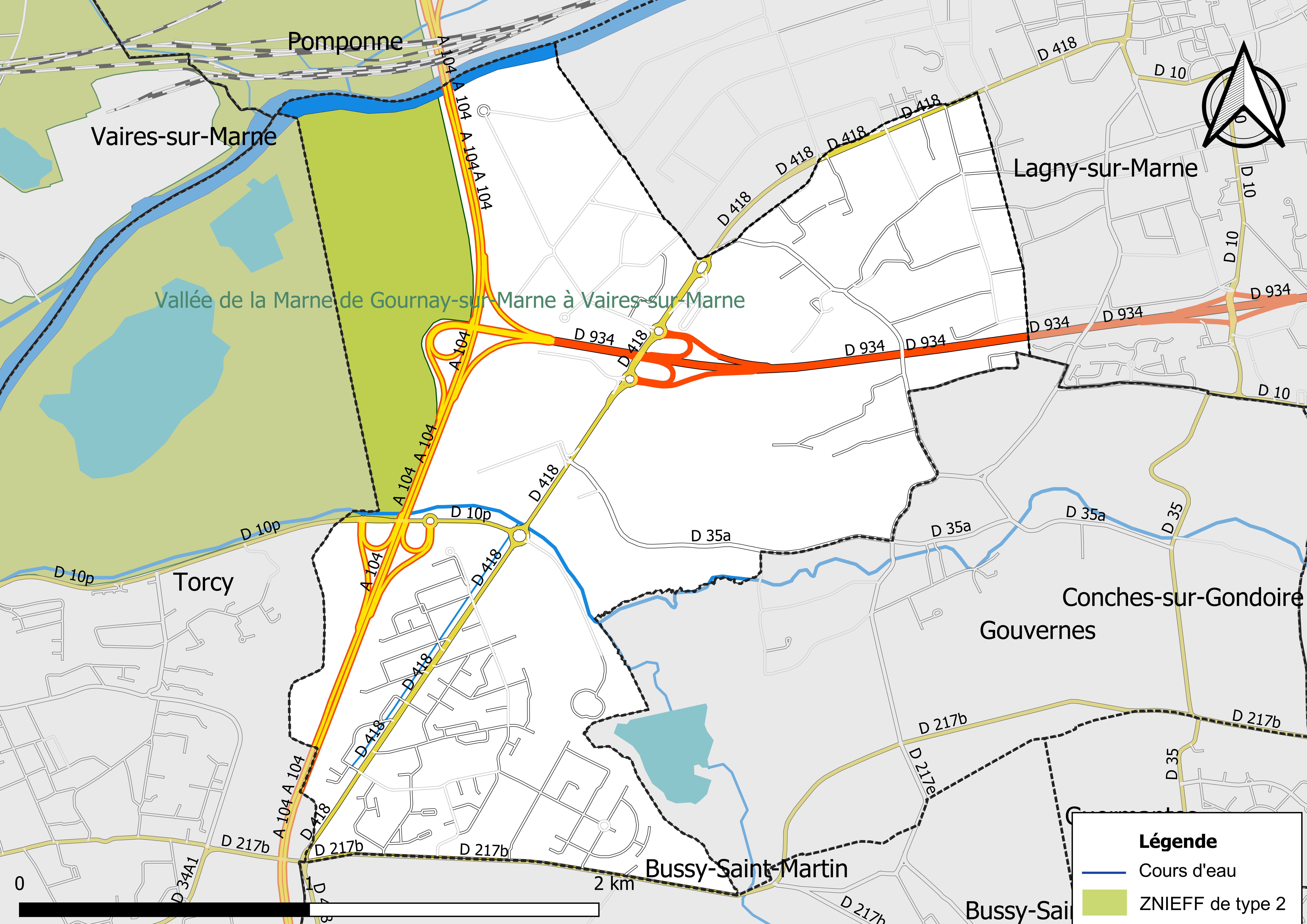
Carte des ZNIEFF de type 2 de la commune.

## Urbanisme

### Typologie
Au 1er janvier 2024, Saint-Thibault-des-Vignes est catégorisée grand centre urbain, selon la nouvelle grille communale de densité à sept niveaux définie par l'Insee en 2022.
Elle appartient à l'unité urbaine de Paris, une agglomération inter-départementale regroupant 407  communes, dont elle est une commune de la banlieue,,. Par ailleurs la commune fait partie de l'aire d'attraction de Paris, dont elle est une commune du pôle principal,. Cette aire regroupe 1 929 communes,.

### Occupation des sols
L'occupation des sols de la commune, telle qu'elle ressort de la base de données européenne d’occupation biophysique des sols Corine Land Cover (CLC), est marquée par l'importance des territoires artificialisés (68,9 % en 2018), en augmentation par rapport à 1990 (59,2 %). La répartition détaillée en 2018 est la suivante :
zones urbanisées (40,2%), zones industrielles ou commerciales et réseaux de communication (28,8%), terres arables (17,5%), prairies (12,2%), forêts (1,4 %).
Parallèlement, L'Institut Paris Région, agence d'urbanisme de la région Île-de-France, a mis en place un inventaire numérique de l'occupation du sol de l'Île-de-France, dénommé le MOS (Mode d'occupation du sol), actualisé régulièrement depuis sa première édition en 1982. Réalisé à partir de photos aériennes, le Mos distingue les espaces naturels, agricoles et forestiers mais aussi les espaces urbains (habitat, infrastructures, équipements, activités économiques, etc.) selon une classification pouvant aller jusqu'à 81 postes, différente de celle de Corine Land Cover,,. L'Institut met également à disposition des outils permettant de visualiser par photo aérienne l'évolution de l'occupation des sols de la commune entre 1949 et 2018.

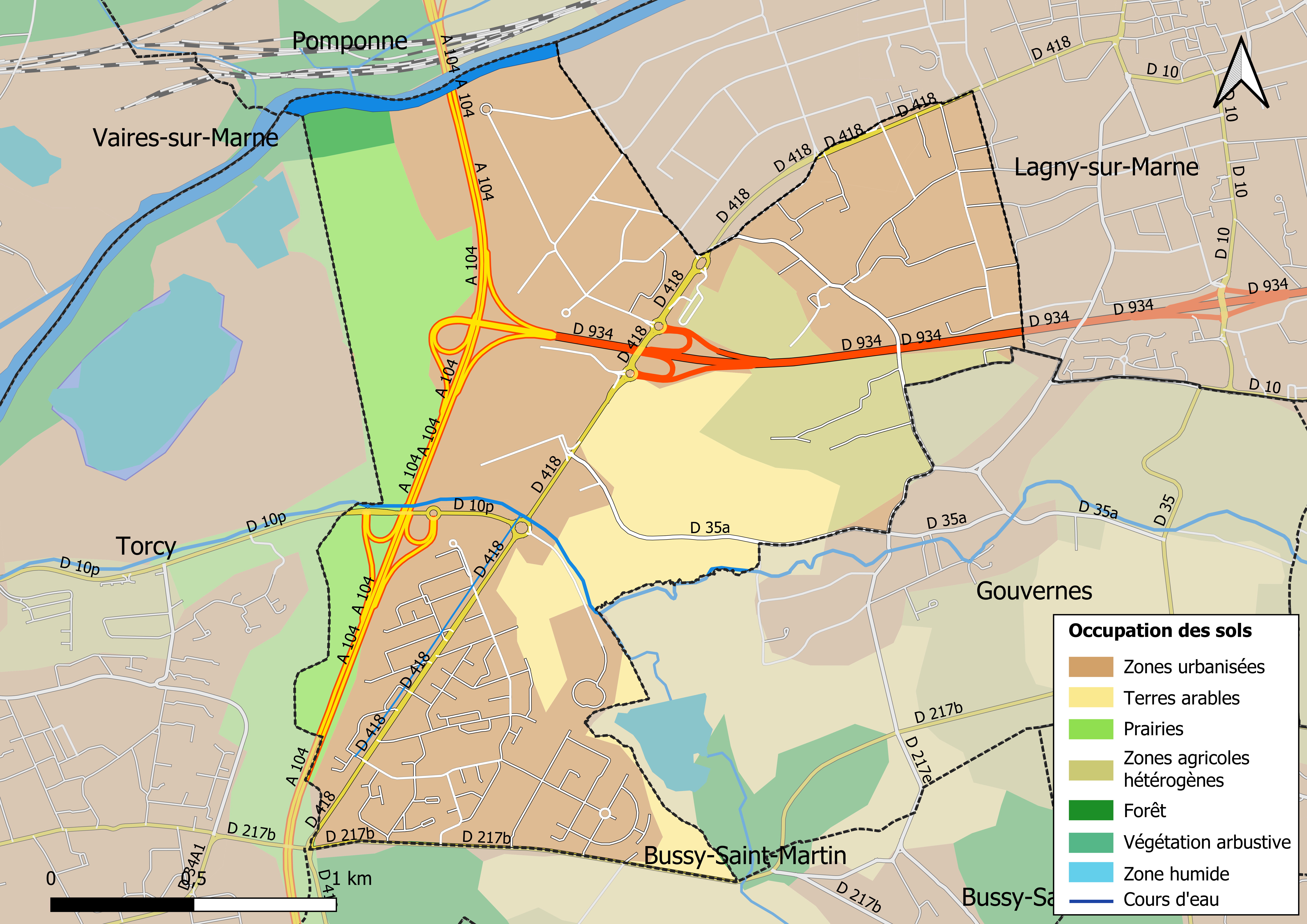
Carte des infrastructures et de l'occupation des sols en 2018 (CLC) de la commune.
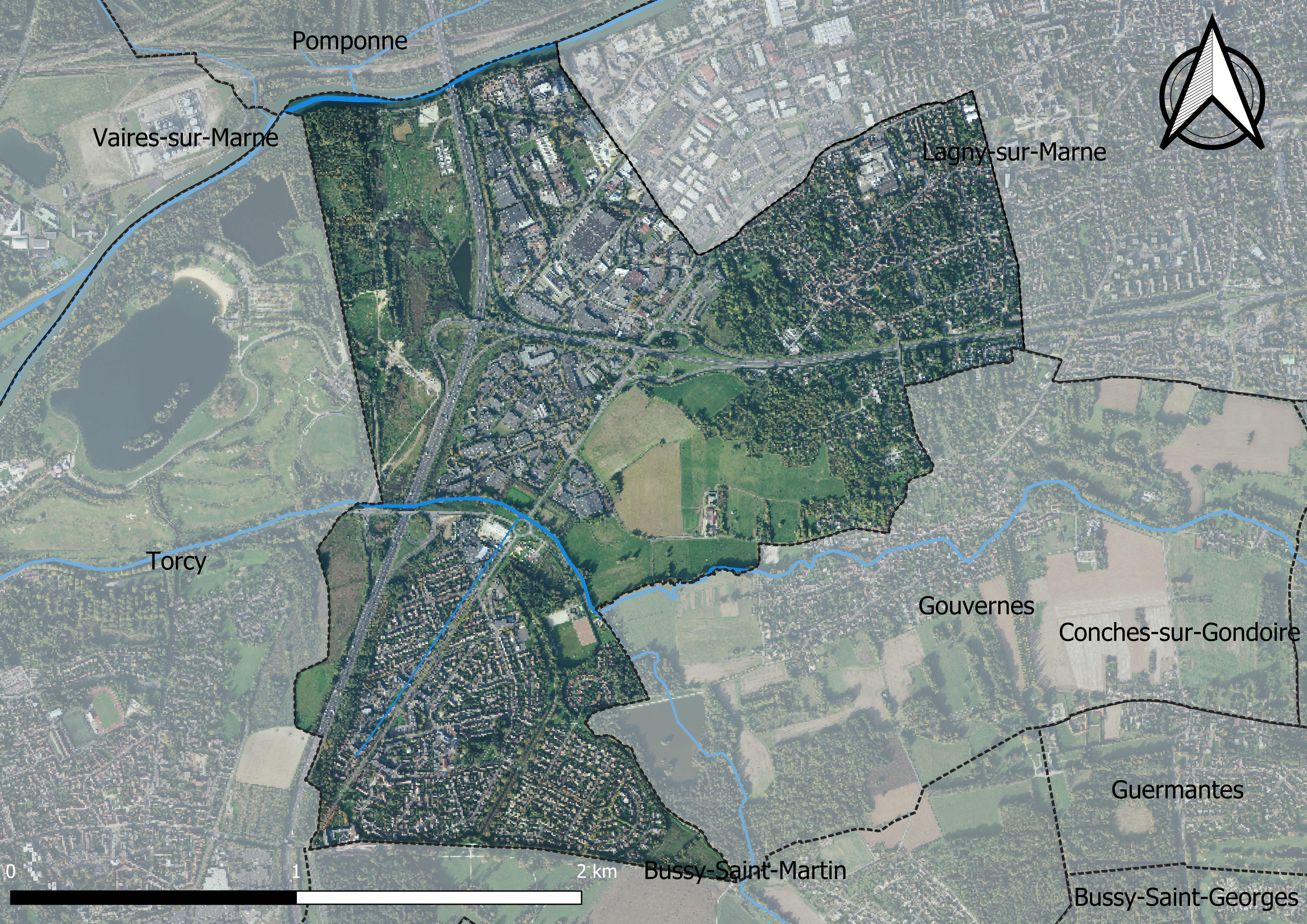
Carte orhophotogrammétrique de la commune.

### Planification
La loi SRU du 13 décembre 2000 a incité les communes à se regrouper au sein d’un établissement public, pour déterminer les partis d’aménagement de l’espace au sein d’un SCoT, un document d’orientation stratégique des politiques publiques à une grande échelle et à un horizon de 20 ans et s'imposant aux documents d'urbanisme locaux, les PLU (Plan local d'urbanisme). La commune est dans le territoire du SCOT Marne, Brosse et Gondoire, approuvé en février 2013 et dont la révision a été lancée en 2017 par la Communauté d'Agglomération de Marne et Gondoire.
La commune est dotée d'un PLU en vigueur depuis décembre 2019 ; ce PLU est actuellement en révision et la nouvelle version devrait être approuvée au premier semestre 2025.

### Lieux-dits et écarts
La commune compte 37 lieux-dits administratifs répertoriés consultables ici (source : le fichier Fantoir).

### Logement
En 2021, le nombre total de logements dans la commune était de 2 473 (dont 63.3 % de maisons et 34.4 % d’appartements).
Parmi ces logements, 94.6 % étaient des résidences principales, 0,9 % des résidences secondaires et 4,5 % des logements vacants.
La part des ménages propriétaires de leur résidence principale s’élevait à 69 % contre 29,4 % de locataires.
La part de logements HLM loués vides (logements sociaux) était de 18,1 %.

## Toponymie

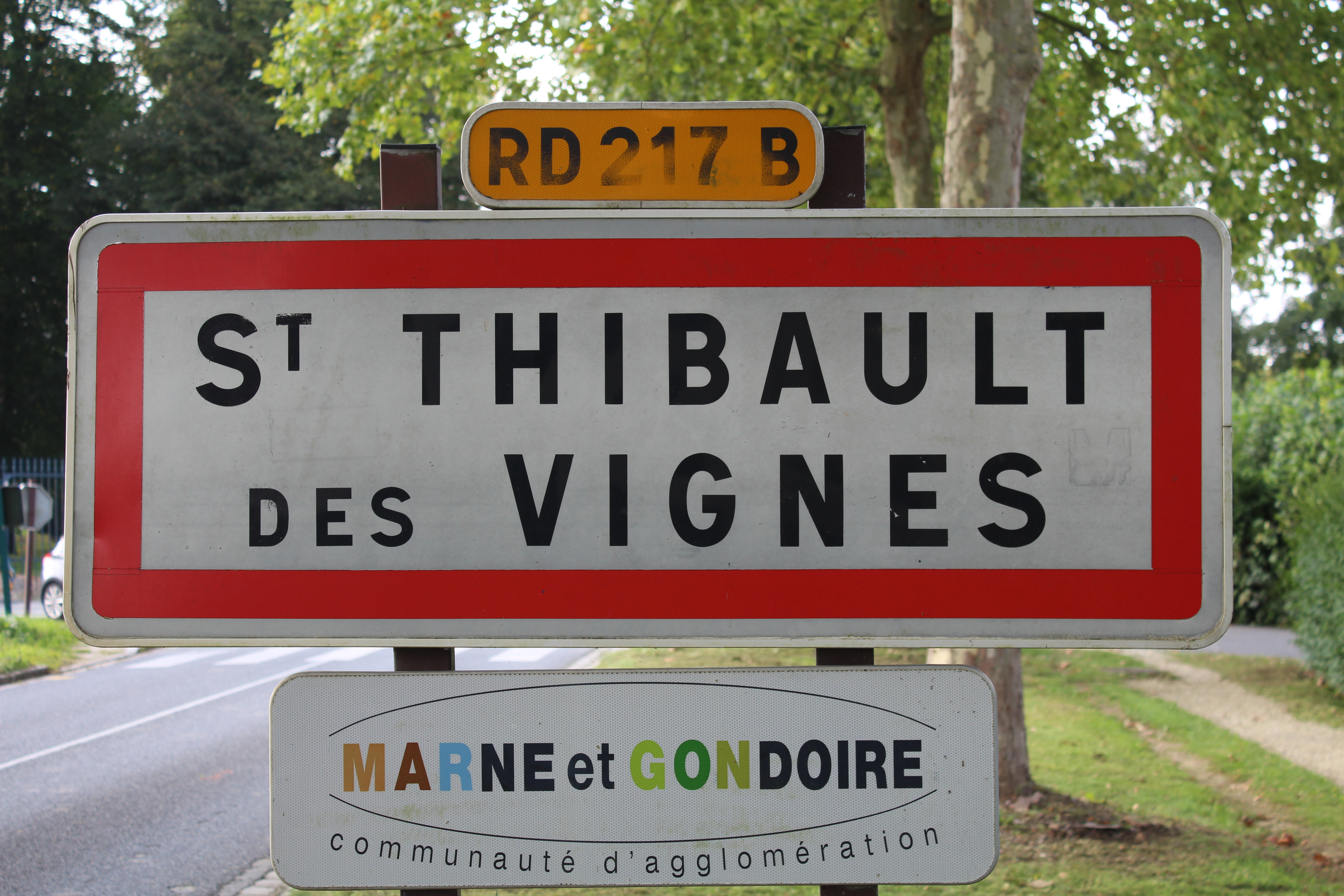
Panneau d'entrée.

Le nom de la localité est mentionné sous les formes Ecclesia de Sancto Theobaldo en 1195 ; Villa Sancti Theobaldi en 1195 ; Saint Thiebaut en 1366.
Dans la seconde moitié du XIe siècle, la seigneurie de Lagny, possession du comte de Champagne Thibaud III de Blois, est administrée par l'un de ses neveux l'abbé Arnoul qui dirige l'abbaye Saint-Pierre de Lagny, centre de la seigneurie. Dans le même temps le jeune frère d'Arnoul, Tietbalt (Thibault), né à Provins vers 1039, ermite et routard, chevalier du Christ, chanté par trouvères et troubadours, est proclamé saint en 1073 par le pape Alexandre II. Tietbalt, dès lors, est appelé saint-Tietbalt, saint-Thibaut, saint-Thibault, saint-Thiébaut, saint Téobald... ou Thibaut de Provins pour les puristes. C'est l'entrée triomphale à Lagny quelque deux ans plus tard (1075) des reliques de ce jeune saint tout nouvellement canonisé qui provoque, vers 1081, la naissance du village, aujourd'hui ville, de Saint-Thibault-des-Vignes : cf paragraphe Histoire, ci-après.
Au cours de la Révolution française, le village de Saint-Thibault-des-Vignes portait le nom sans référence religieuse de La Côte-des-Vignes.
Enfin, du fait que ses coteaux étaient jadis couverts de vignes, le mot « vignes » a été apposé dans son nom actuel. La présence de la vigne est attestée dans cette région depuis l'époque gallo-romaine. Au Moyen Âge, l'essor démographique et la proximité de la capitale, en expansion, avaient nécessité le développement du vignoble. Jusqu'au XIXe siècle, époque où commencera la décadence de la viticulture en Île-de-France, le moindre coteau était planté de vignes.
La commune a tenu à conserver ce déterminant.

## Histoire
En 1075, l'abbé Arnoul de l'abbaye Saint-Pierre de Lagny se rend en Italie à l'abbaye Sainte Marie de la Vangadice de Badia Polesine où l'on célèbre son jeune frère Tietbalt (Thibault), récemment canonisé, et en ramène quelques reliques pour Lagny et le comté de Champagne. Ce qui entraîne vers 1081 la construction de l'église Saint-Tietbalt (Thibault), à une demi-lieue de Lagny, dansle bois des Faous, une hêtraie "buissonneuse" qui recouvrait ce que nous appelons aujourd'hui la colline Saint-Thibault, lieu alors désert et inhospitalier appartenant à la seigneurie de Lagny : c'est à cet endroit précis désigné par saint Tietbalt lui-même (cf les documents d'origine) par l'entremise d'un " journalier " vivant là qu'une source guérit une jeune aveugle de Torcy, très connue, au contact des reliques de Thibault, que l'abbé Arnoul avait plongées dans l'eau jaillissante de la source (coutume courante au Moyen Âge), ce qui convainc l'abbé de faire élever là une église (la première pierre de Saint-Thibault-des-Vignes) dédiée à son frère. La source devient très vite le puits de Saint-Thibault que viennent fréquenter de nombreux malades et pèlerins jusqu'à la disparition de sa fonction cultuelle, courant XIXe siècle, et localisé par la tradition dans le quartier actuel des Bas Bouts ou dans le massif floral de la place de l'église (fouilles à faire). Tout près du puits, à travers les hêtres buissonneux, Arnoul élève donc, accédant "à la demande de Thibault " (sic texte Jean Mabillon), l'église actuelle (réduite de moitié à travers les siècles), qu'il confie à la garde de quelques moines de l'abbaye Saint-Pierre pour lesquels il érige un prieuré attenant (aujourd'hui château et parc Enguérand), alors qu'il dépose simultanément dans l'église flambant neuve des Faous l'humérus et le radius du bras droit de son frère Thibault ainsi que le cilice (une haire) dont celui-ci vêtait son corps, pour les faire révérer par les pèlerins visiteurs (ces reliques sont toujours là dans la petite église romane classée, laquelle vient d'entrer dans son siècle millénaire d'existence). S'ouvre alors à travers les Faous une sente pèlerine (l'actuelle rue de Lagny ou Grand Chemin ou rue Creuse) qui conduit aux nouveaux lieux sacrés. Une population vient s'installer autour du sanctuaire qu'elle dénomme vite Saint-Tietbalt (ault) : tels sont les traits fondateurs (XIe siècle) de la ville de Saint-Thibault-des-Vignes rapportés par les textes anciens.
S'ensuivent, courant XIIe siècle, le défrichement des Faous et l'implantation de la vigne, vraisemblablement conduits par l'abbaye Saint-Pierre de Lagny. Ces ouvrages attirent une nouvelle catégorie de population qui, moyennant dîmes, s'agglutine en nombre important autour de l'ecclésia Sancto Theobaldo (1195) et du prieuré, sur les flancs des Faous, à tel point que cela fait désordre et qu'en 1543 la nécessité de fonder une paroisse s'impose. Le cardinal Jean du Bellay, évêque de Paris, en prend l'initiative auprès de l'abbé de Lagny et du prieur de Saint-Thibault-des-Vignes. Avec leur accord, la paroisse est définie, avec son territoire (celui du prieuré), ses fonts baptismaux, son cimetière, son prêtre attitré et son autel paroissial à construire dans l'église (aujourd'hui la sacristie), que l'on dédie à saint Jean-Baptiste, le maître-autel étant réservé depuis les origines à Saint-Thibault et au service du prieur. Saint-Thibault-des-Vignes prend corps, officiellement. Le prieur en est le seigneur et en gère les contributions et la justice. Le puits guérisseur, auquel tout le monde peut accéder, en contrebas de l'église, est l'attraction des visiteurs, comme d'ailleurs les reliques du saint éponyme élevées au-dessus du chœur dans l'église. La nouvelle circonscription, remarquée pour son vignoble extensif qui couvre le tiers du territoire paroissial-prieural (Sanctus Theobaldus de Vineis, 1351), arrive jusqu'à afficher quelque 200 habitants, tous vignerons, dont le sommet de la saison est la vendange de septembre, qui produit, aux dires de Jean Lebeuf, le meilleur vin de la Brie (1754). Du haut de son belvédère, le village peut participer de visu aux tournois qu'organise Lagny dans la Prairie qui borde la Marne, les combattants allant parfois jusqu'à s'empaler sur les ceps de vignes du haut ou s'enliser dans les marécages du bas. Guillaume le Maréchal, célèbre tournoyeur de l'époque, ne manque pas de venir avec ses cavaliers dans ce vaste espace et rafle, évidemment, la mise.
La commune de Saint-Thibault-des-Vignes surgit avec la Révolution. Elle « annexe » le territoire du prieuré-paroisse (4,8 km2). Le premier maire est Jean Sellier, élu en janvier 1790. Le puits miraculeux, origine du village, passe au privé vers 1830. Vers 1840, le maire Enguérand conçoit l'idée d'une mairie-école, laquelle sera effectivement paraphée en 1888 par le maire littérateur Louis Jacolliot (mairie actuelle). La commune poursuit sa métamorphose : à la vigne qui disparaît définitivement vers 1911 (action, entre autres, du phylloxéra), succèdent les vergers de pruniers, de poiriers et de pommiers de l'espèce locale « faro », dont la production est importante. Plusieurs fermes investissent la commune et les premiers commerces apparaissent sur la place de l'église. Le château et son parc sont la mutation du prieuré. En 1944, le maire Édouard Thomas construit le groupe scolaire de la rue de Lagny. Pourvue du gaz en 1910 et de l'électricité en 1929, Saint-Thibault-des-Vignes reçoit l'eau potable en 1958 alors que l'entreprise William Saurin s'est déjà mise en place depuis 1926.
Avec M. Marc Brinon, élu en 1971, maire jusqu'à sa mort en 2003, la commune aborde un tournant décisif. Liée à la création de Marne-la-Vallée, Saint-Thibault-des-Vignes connaît un développement rapide : le quartier des Sablons, la zone d'activité économique, diverses réalisations d'équipements dans les domaines de l'enseignement, de l'urbanisme, de l'administration, des loisirs, du patrimoine... Saint-Thibault-des-Vignes émaille sa plaine[précision nécessaire], prend son essor (6 506 hab.), ouvre l'Ère Nouvelle.

## Équipements et services

### Eau et assainissement
L’organisation de la distribution de l’eau potable, de la collecte et du traitement des eaux usées et pluviales relève des communes. La loi NOTRe de 2015 a accru le rôle des EPCI à fiscalité propre en leur transférant cette compétence. Ce transfert devait en principe être effectif au 1er janvier 2020, mais la loi Ferrand-Fesneau du 3 août 2018 a introduit la possibilité d’un report de ce transfert au 1er janvier 2026,.

#### Assainissement des eaux usées
En 2020, la gestion du service d'assainissement collectif de la commune de Saint-Thibault-des-Vignes est assurée par le Syndicat Intercommunal d'Assainissement de Marne-la-Vallée (SIAM),,. Le réseau de collecte des eaux usées est délégué à Véolia, dont le contrat arrive à échéance le 31 décembre 2025.
La station d'épuration de Saint-Thibault-des-Vignes est la propriété du SIAM, dont l'exploitation est déléguée à la Saur depuis le 1ᵉʳ janvier 2021. Ce contrat comprend la conception, la construction et l’exploitation d’une unité de méthanisation, qui devra être en mesure d’injecter le gaz dans le réseau GRDF. Ce nouvel accord fait suite à la concession de Véolia, arrivée à échéance le 31 décembre 2020,.
L’assainissement non collectif (ANC) désigne les installations individuelles de traitement des eaux domestiques qui ne sont pas desservies par un réseau public de collecte des eaux usées et qui doivent en conséquence traiter elles-mêmes leurs eaux usées avant de les rejeter dans le milieu naturel. La communauté d'agglomération Marne et Gondoire (CAMG) assure pour le compte de la commune le service public d'assainissement non collectif (SPANC), qui a pour mission de vérifier la bonne exécution des travaux de réalisation et de réhabilitation, ainsi que le bon fonctionnement et l’entretien des installations. Cette prestation est déléguée à la Société Française de Distribution d’Eau (SFDE), dont le contrat arrive à échéance le 31 décembre 2025,.

#### Eau potable
En 2020, l'alimentation en eau potable est assurée par le SMAEP de la région de Lagny-sur-Marne qui en a délégué la gestion à l'entreprise Veolia, dont le contrat expire le 1er janvier 2026,,.

## Population et société

### Démographie
La population de Saint-Thibault-des-Vignes était de 6 384 au recensement de 1999, 6 446 en 2006, 6 510 en 2007, 6 300 en 2010, 6 341 en 2015 et 6 266 en 2021 . La densité de population de Saint-Thibault-des-Vignes est de 1 385,11 habitants par km². Le nombre de logements de Saint-Thibault-des-Vignes a été estimé à 2 473 en 2021. Ces logements de Saint-Thibault-des-Vignes se composent de 2 339 résidences principales, 22 résidences secondaires ou occasionnels ainsi que 112 logements vacants.

L'évolution du nombre d'habitants est connue à travers les recensements de la population effectués dans la commune depuis 1793. Pour les communes de moins de 10 000 habitants, une enquête de recensement portant sur toute la population est réalisée tous les cinq ans, les populations de référence des années intermédiaires étant quant à elles estimées par interpolation ou extrapolation. Pour la commune, le premier recensement exhaustif entrant dans le cadre du nouveau dispositif a été réalisé en 2004.

En 2022, la commune comptait 6 793 habitants, en évolution de +5,2 % par rapport à 2016 (Seine-et-Marne : +3,92 %, France hors Mayotte : +2,11 %).
| 1793 | 1800 | 1806 | 1821 | 1831 | 1836 | 1841 | 1846 | 1851 |
| ---- | ---- | ---- | ---- | ---- | ---- | ---- | ---- | ---- |
| 218  | 214  | 200  | 187  | 188  | 166  | 167  | 172  | 172  |

| 1856 | 1861 | 1866 | 1872 | 1876 | 1881 | 1886 | 1891 | 1896 |
| ---- | ---- | ---- | ---- | ---- | ---- | ---- | ---- | ---- |
| 173  | 178  | 201  | 244  | 190  | 219  | 254  | 317  | 307  |

| 1901 | 1906 | 1911 | 1921 | 1926 | 1931 | 1936 | 1946 | 1954 |
| ---- | ---- | ---- | ---- | ---- | ---- | ---- | ---- | ---- |
| 303  | 283  | 280  | 285  | 434  | 585  | 562  | 546  | 634  |

| 1962 | 1968 | 1975  | 1982  | 1990  | 1999  | 2004  | 2006  | 2009  |
| ---- | ---- | ----- | ----- | ----- | ----- | ----- | ----- | ----- |
| 740  | 775  | 1 288 | 1 412 | 4 207 | 6 382 | 6 506 | 6 446 | 6 325 |

| 2014  | 2019  | 2022  | - | - | - | - | - | - |
| ----- | ----- | ----- | - | - | - | - | - | - |
| 6 335 | 6 354 | 6 793 | - | - | - | - | - | - |

## Transports
La commune est desservie par la société Transdev Marne-la-Vallée disposant d'une délégation de service public. Il existe deux lignes de bus, numérotées 2225 et 2229, effectuant le trajet de la gare SNCF de Lagny-sur-Marne (Transilien ligne P) vers la gare RER de Torcy (ligne A), la première étant quasi direct alors que la deuxième déssert plus finement la ZAC de la Courtillière. Ces deux lignes désservent le bourg de la commune.
La ville ne dispose d'aucune gare ferroviaire, néanmoins depuis le 22 avril 2024 la désserte des bus a été renforcée avec :
Sur la ligne 2225, un passage toutes les 15 min entre 6h30 et 9h et 17h et 19h30, et toutes les 30 min le reste de la journée et le samedi. Un passage toutes les heures le dimanche.
Sur la ligne 2229, un passage toutes les 15 min entre 6h30 et 9h et entre 17h et 19h30 et toutes les heures le reste de la journée et le samedi.

## Politique et administration

### Tendances politiques et résultats

#### Élections nationales
- Élection présidentielle de 2017[56] : 48,95 % pour Emmanuel Macron (REM), 15,73 % pour Marine Le Pen (FN), 72,50 % de participation.

### Liste des maires
Saint-Thibault-des-Vignes fait partie de la ville nouvelle de Marne-la-Vallée, du canton de Lagny-sur-Marne, de l'arrondissement de Torcy.
Avec 17 autres communes (Bussy-Saint-Georges, Bussy-Saint-Martin, Carnetin, Chalifert, Chanteloup-en-Brie, Collégien, Conches-sur-Gondoire, Dampmart, Gouvernes, Guermantes, Jablines, Jossigny, Lagny-sur-Marne, Lesches, Montévrain, Pomponne et Thorigny-sur-Marne) elle est membre de la communauté d'agglomération de Marne et Gondoire.

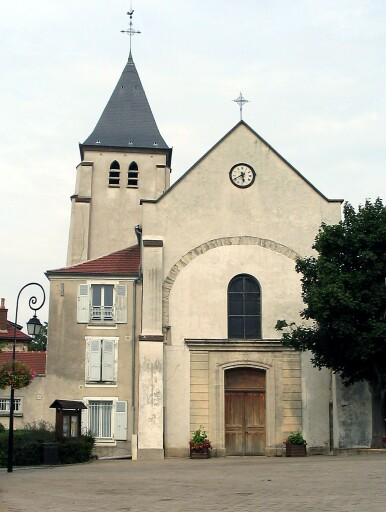
Église Saint-Jean-Baptiste.

## Jumelages
- Badia Polesine (Italie), commune de la Province de Rovigo en Vénétie.

## Enseignement
Écoles maternelles et élémentaires :
- Édouard-Thomas
- Pierre-Vilette
- Marie-Curie

Collège :
- Léonard-de-Vinci.

## Économie

### Revenus de la population et fiscalité
Le nombre de ménages fiscaux en 2013 était de 2 264 (dont 75,6 % sont imposés) représentant 6 399 personnes et la médiane du revenu disponible par unité de consommation de 24 345 €.

### Emploi
En 2021, le nombre total d’emploi dans la zone était de 3 836.
Le taux d’activité de la population âgée de 15 à 64 ans s'élevait à 74.4 % contre un taux de chômage (au sens du recensement) de 6 %. Les inactifs se répartissent de la façon suivante : étudiants et stagiaires non rémunérés 13 %, retraités ou préretraités 5.9 %, autres inactifs 6.6 %.

### Entreprises et commerces
En 2015, le nombre d’établissements actifs était de 647 dont 3 dans l’agriculture-sylviculture-pêche, 53 dans l'industrie, 62 dans la construction, 469 dans le commerce-transports-services divers et 60 étaient relatifs au secteur administratif.
Cette même année, 52 entreprises ont été créées, dont 33 par des auto-entrepreneurs.
- La ferme de Saint-Thibault, à vocation pédagogique.
- Une zone d'activité, référençant plus de 450 entreprises dont beaucoup de PME.

Parmi celles-ci, on retrouve une usine William Saurin et une blanchisserie industrielle traitant, entre autres, les costumes portés à Disneyland Paris.

### Agriculture
Saint-Thibault-des-Vignes est dans la petite région agricole dénommée les « Vallées de la Marne et du Morin », couvrant les vallées des deux rivières, en limite de la Brie. En 2010, l'orientation technico-économique de l'agriculture sur la commune est la polyculture et le polyélevage.

## Culture locale et patrimoine

### Patrimoine religieux
- L'église Saint-Thibaut à l'origine (1081, XIe) ou Saint Jean-Baptiste à la création de la paroisse (1543, XVIe), classée au titre des monuments historiques[62], célèbre pour ses chapiteaux historiés du premier art roman et ses reliques de saint Thibaut de Provins (ouverte à la visite chaque samedi de 10 h à 12 h, aux Journées du Patrimoine et aux heures liturgiques). La cloche date de 1899 et a été fondue sur commande de la municipalité par l'entreprise Crouzet-Hildebrand[63].

### Lieux et monuments
- Le parc Enguérand et les abords de l'ex-prieuré.
- Les abords du château de Rentilly et de l'étang de la Loy.
- Les voies douces de la Brosse et de la Gondoire.
- Le Puits Fondateur de la ville (privé).

### Personnalités liées à la commune
- Jonas Dinal, né le 24 avril 1985 est un acteur, scénariste et réalisateur français qui y a passé toute son enfance.
- Jean-Claude Fradin, dit Jacques Ferrière (1932-2005), acteur français, s'est éteint dans cette ville le 9 avril 2005, touché par la maladie d'Alzheimer.
- Jeff Panacloc, ventriloque, né le 8 septembre 1986, y a passé son enfance.

### Cinéma
- L'Américain, film français de Patrick Timsit, sorti en 2004, fut tourné en partie à Saint-Thibault.